# Vivo morto o X
Vivo morto o X è un singolo di Luciano Ligabue, il quarto estratto dall'album Buon compleanno Elvis del 1995.

## Descrizione
Pezzo rock con venature di blues che apre l'album, in cui Ligabue critica la tendenza, tipica di coloro che hanno una certa autorità, di imporre ad altri quelle scelte personali che questi ultimi sono sicuramente in grado di compiere in autonomia, e racconta anche come ci si senta a vivere una vita decisa da condizionamenti esterni.
L'ispirazione viene dall'idea di associare il simboli 1 X 2 usati sulla schedina del Totocalcio alla vita di ognuno. Dove X, oltre a essere da sempre simbolo di anonimato, nella canzone rappresenta una vita decisa non da chi la vive, ma da fattori esterni.

## Il testo
(Luciano Ligabue all'inizio della canzone)
Nel testo, tutto in seconda persona, il cantautore si rivolge a un generico "tu" e spiega come, già a partire dalla nascita, momento in cui tutte le scelte che dovrebbero essere strettamente individuali e personali, siano invece sempre forzate dall'esterno, senza che venga mai fornita alcuna motivazione del perché una precisa scelta debba essere adottata.

## La musica
L'introduzione di batteria, eseguita da Roby Sanchez Pellati, che apre questo primo brano dell'album, è basata su una ritmica inventata da Ligabue a casa su una drum machine. L'armonica è suonata da Max Lugli.

## Il video musicale
Audio e riprese provengono verosimilmente dal video dal vivo Un anno con Elvis, 
pubblicato nel 1996 in VHS e nel 2003 in DVD e registrato al FilaForum di Assago (MI) il 9 novembre 1995 durante il Buon compleanno Elvis! Tour con la regia è di Alessandro Orlowski.
È anche possibile che la registrazione sia stata fatta al PalaPanini di Modena il 23 novembre 1995, in quanto, al termine della sessione di riprese per Un anno con Elvis, il brano sarebbe stato eseguito come primo bis appositamente per questo video.
- Videoclip ufficiale, su YouTube. URL consultato il 4 gennaio 2015.

È stato inserito nei DVD Primo tempo del 2007 e Videoclip Collection del 2012, quest'ultimo distribuito solo nelle edicole.

## Tracce
1. Vivo morto o X – 4:17 (Luciano Ligabue)

## Formazione
- Luciano Ligabue - voce, chitarra acustica

### La Banda
- Federico Poggipollini - chitarra
- Mel Previte - chitarra
- Antonio Righetti - basso
- Roberto Pellati - batteria

### Altri musicisti
- Candelo Cabezas - percussioni
- Pippo Guarnera - organo Hammond
- Massimo Lugli - armonica a bocca